# Tokugawa Ieyasu
Ieyasu Tokugawa (徳川家康, Tokugawa Ieyasu,) (nascido Matsudaira Takechiyo; Castelo de Okazaki, 31 de janeiro de 1543 – 1 de junho de 1616) foi o fundador e primeiro xogum do Xogunato Tokugawa do Japão, que governou desde 1603 até a Restauração Meiji em 1868. Foi um dos três "Grandes Unificadores" do Japão juntamente com o seu ex-senhor Oda Nobunaga e o seu colega subordinado do clã Oda, Toyotomi Hideyoshi. Ieyasu consolidou seu poder em 1600 após a Batalha de Sekigahara, foi indicado xogum em 1603, abdicou do cargo em 1605 mas continuou no poder até à sua morte em Osaka, no ano de 1616.
Filho de um daimio menor, Ieyasu viveu como refém sob o daimio Imagawa Yoshimoto em nome do seu pai. Mais tarde, sucedeu como daimio após a morte do seu pai, servindo como aliado, vassalo e general do clã Oda, e construindo a sua força sob Oda Nobunaga.
Após a morte de Oda Nobunaga, Ieyasu foi por momentos um rival de Toyotomi Hideyoshi, antes de declarar a sua lealdade a Toyotomi e lutar em seu nome. Sob Toyotomi, Ieyasu foi transferido para as planícies de Kanto, no leste do Japão, longe da base de poder de Toyotomi em Osaka. Construiu o seu castelo na vila de pescadores de Edo (atual Tóquio). Tornou-se o daimio mais poderoso e o oficial mais graduado sob o regime de Toyotomi. Ieyasu preservou o seu poder e força durante as tentativas fracassadas de Toyotomi de conquistar a Coreia. Após a morte de Hideyoshi, Ieyasu tomou o poder em 1600, após a Batalha de Sekigahara.
Recebeu nomeação como xogun em 1603, e voluntariamente renunciou do seu cargo em 1605, embora ainda mantivesse o controle de facto do governo até à sua morte em 1616. Implementou um conjunto de regras meticulosas conhecidas como o sistema bakuhan, projetado para manter o daimio e o samurai sob o domínio do Xogunato Tokugawa.

## Biografia

### Começo da vida (1543–1556)
Tokugawa Ieyasu nasceu no Castelo de Okazaki na Província de Mikawa em 31 de janeiro de 1543 (no 26º dia do décimo segundo mês do décimo primeiro ano do Tenbun. Originalmente chamado Matsudaira Takechiyo (松平 竹千代), ele era filho de Matsudaira Hirotada ((松平 広忠) 1526-1549 ), o daimyo de Mikawa do clã Matsudaira, e Odai-no-kata (於大の方 senhora Odai), a filha de um lorde samurai chamado Mizuno Tadamasa (水野 忠政). Seu pai e sua mãe eram meios-irmãos. Tinham 17 e 15 anos quando Ieyasu nasceu. Dois anos mais tarde, Odai-no-kata foi mandada de volta para a sua família, e o casal nunca mais voltou a viver junto. Ambos casaram-se novamente, e ambos tiveram mais filhos, fazendo com que Ieyasu acabasse com 11 meio-irmãos e irmãs.
O Clã Matsudaira ficou dividido: um lado queria servir ao Clã Imagawa, e o outro, ao Clã Oda. Como resultado, muitos dos anos da juventude de Ieyasu foram desperdiçados por causa das guerras entre o clã Oda e o clã Imagawa. O feudo da família foi o motivo do assassinato do pai de Hirotada, e avô de Ieyasu, Matsudaira Kiyoyasu (1511–1536). Diferente de seu pai, e da maioria da família Matsudaira, o pai de Ieyasu, Hirotada, preferia o clã Imagawa.
Em 1548, quando o clã Oda invadiu Mikawa, Hirotada foi à Imagawa Yoshimoto, o chefe do clã Imagawa, para que ajudasse a repelir os invasores. Yoshimoto concordou em ajudar com a condição de que Hirotada mandasse seu filho Ieyasu para Sunpu (atual Shizuoka) como refém. Hirotada concorda. Oda Nobuhide, líder do clã Oda, soube desse acordo e capturou Ieyasu no caminho para Sunpu. Ieyasu estava só com seis anos na época.
Nobuhide ameaça executar Ieyasu, a não ser que Hirotada acabasse com os laços com o clã Imagawa. Ignorando a recusa, Nobuhide decide não matar Ieyasu, e ao invés disso fica com Ieyasu como refém no Templo Manshoji, em Nagoya.
Em 1549, com 24 anos de idade, o pai de Ieyasu, Hirotada, morre de causas naturais. Na mesma época, Oda Nobuhide morre durante uma epidemia. As mortes foram um grande golpe ao clã Oda. Um exército, sob o comando de Imagawa Sessai, abriu cerco contra o castelo onde Oda Nobuhiro, o filho mais velho de Nobuhide e novo líder dos Oda, estava vivendo. Com o castelo prestes a cair, Imagawa Sessai oferece um acordo a Oda Nobunaga (segundo filho de Oda Nobuhide). Sessai ofereceu desistir do cerco se Ieyasu fosse devolvido ao clã Imagawa. Nobunaga concordou, e assim Ieyasu, agora com nove anos, foi levado como refém para Sunpu. Lá ele viveu uma boa vida como refém e potencial futuro aliado do clã Imagawa até os quinze anos.

### Subida ao Poder (1556–1584)

Brasão de Tokugawa

Em 1556, Ieyasu ficou maior de idade,e , seguindo a tradição, mudou seu nome para Matsudaira Jirosaburo Motonobu. Um ano depois, quando tinha 16 anos, casou-se com sua primeira esposa, e mudou novamente de nome para Matsudaira Kurando Motoyasu. Com a permissão de retornar à sua terra natal, Mikawa, os Imagawa ordenaram que lutasse contra o clã Oda por várias vezes. Ieyasu ganhou a sua primeira batalha no Cerco de Terabe, e mais tarde teve sucesso ao entregar suprimentos para um forte de fronteira durante um ataque noturno.
Em 1560, a liderança do clã Oda passou para o brilhante líder Oda Nobunaga. Yoshimoto, liderando um enorme exército de Imagawa (talvez vinte mil homens) atacou o território do clã Oda. Ieyasu, com suas tropas de Mikawa, capturou um forte na fronteira e ali ficou para defendê-lo. Como resultado,Ieyasu e seus homens não estavam presentes na Batalha de Okehazama, onde Yoshimoto foi morto por um ataque surpresa de Oda Nobunaga.
Com a morte de Yoshimoto, Ieyasu decidiu se aliar com o clã Oda. Um acordo secreto foi necessário, porque a esposa de Ieyasu e seu filho, Hideyasu, eram reféns em Sunpu, presos pelo clã Imagawa. Em 1561, Ieyasu rompeu publicamente com o clã Imagawa e capturou a fortaleza de Kaminojo. Ieyasu podia então trocar sua esposa e filho pela esposa e pelo filho do governante do castelo de Kaminojo.
Nos próximos anos, Ieyasu se preocupou em reformar o clã Matsudaira e em pacificar Mikawa. Ele também fortificou os laços com seus principais vassalos, premiando-os com terras e castelos em Mikawa. Eles eram: Honda Tadakatsu, Ishikawa Kazumasa, Koriki Kiyonaga, Sakai Tadatsugu e Sakakibara Yasumasa.
Em 1564, Ieyasu derrotou as forças militares de Mikawa Monto dentro da Província de Mikawa. Os Monto era um grupo de monges que governavam a Província de Kaga, e tinham muitos templos em todo o Japão. Eles se recusaram a obedecer aos comandos de Ieyasu, e então ele foi à guerra contra eles, derrotando suas tropas e colocando seus templos abaixo. Em uma batalha, Ieyasu foi quase morto quando ele foi acertado por uma bala, que não penetrou sua armadura. Tanto as tropas de Mikawa, sob o comando de Ieyasu, quanto os Monto usavam armas de fogo (mosquetes), que os portugueses tinham introduzido no Japão apenas vinte anos antes.
Em 1567, Ieyasu mudou seu nome de novo, e seu novo sobrenome agora era Tokugawa, e seu nome pessoal era Ieyasu. Ao fazer isso, ele se declamou herdeiro do Clã Minamoto. Não existe nenhum documento que provasse essa sua descendência.
Ieyasu continuou aliado de Oda Nobunaga e seus soldados de Mikawa foram parte do exército de Nobunaga que capturou Kyoto em 1568. Ao mesmo tempo, Ieyasu estava expandindo seu próprio território. Ele e Takeda Shingen, o líder do clã Takeda da Província de Kai forjaram uma aliança com o propósito de conquistar todo o território do clã Imagawa. Em 1570, as tropas de Ieyasu capturaram a Província de Totomi, enquanto as tropas de Shingen capturavam a Província de Suruga (incluindo a capital dos Imagawa, Sunpu).
Ieyasu rompeu sua aliança com Takeda e abrigou seu ex-inimigo, Imagawa Ujizane; ele também se aliou com Uesugi Kenshin do clã Uesugi - inimigos do clã Takeda. Depois, no mesmo ano, Ieyasu liderou cinco mil de seus próprios homens ajudando Nobunaga na Batalha de Anegawa contra os clãs Asai e Asakura.
Em outubro de 1571, Takeda Shingen, agora aliado ao Clã Go-Hōjō, atacou as terras de Totomi, sob posse dos Tokugawa. Ieyasu pediu ajuda a Nobunaga, que mandou-lhe algo como três mil homens. Em 1572, os dois exércitos se encontraram na Batalha de Mikatagahara. As tropas de Nobunaga fugiram cedo, e o exército Takeda, sob o comando de Shingen, golpeou as tropas remanescentes de Ieyasu até que as formações romperam-se. Ieyasu fugiu com apenas cinco homens para um castelo próximo. Essa foi uma grande derrota para Ieyasu, mas Shingen não foi capaz de explorar a sua vitória, pois Ieyasu rapidamente juntou um novo exército e se recusou a enfrentar Shingen novamente no campo de batalha.
A sorte sorriu para Ieyasu um ano depois, quando Takeda Shingen morreu num cerco, em 1573. Shingen foi sucedido por seu incapaz filho Takeda Katsuyori. Em 1575, o exército Takeda atacou o castelo de Nagashino, na província de Mikawa. Ieyasu pediu ajuda a Oda Nobunaga, e o resultado foi que Nobunaga foi pessoalmente à frente de seu enorme exército (algo como trinta mil homens). A força Oda-Tokugawa de 38 mil homens teve uma gloriosa vitória em 28 de Junho de 1575, na Batalha de Nagashino, mas Takeda Katsuyori sobreviveu à batalha e recuou até a Província de Kai.
Nos próximos sete anos, Ieyasu e Katsuyori travaram várias pequenas batalhas. As tropas de Ieyasu tomaram o controle da Província de Suruga do clã Takeda.
Em 1579, a esposa de Ieyasu, e seu filho mais velho, Tokugawa Nobuyasu, foram acusados de conspirar com Takeda Katsuyori para assassinar Nobunaga. A esposa de Ieyasu foi executada e Hideyasu foi forçado a cometer seppuku. Ieyasu então nomeou seu terceiro, e favorito filho, Tokugawa Hidetada, como herdeiro, já que seu segundo filho tinha sido adotado por outra figura emergente: Toyotomi Hideyoshi, o futuro governante de todo o Japão.
O fim da guerra com o clã Takeda veio em 1582, quando uma força combinada de exércitos de Oda e Tokugawa atacou e conquistou a província de Kai. Takeda Katsuyori, assim como seu filho mais velho, Takeda Nobukatsu, foram derrotados na Batalha de Tenmokuzan e então cometeram seppuku.
No final de 1582, Ieyasu estava perto de Osaka e longe de seu próprio território quando descobriu que Oda Nobunaga havia sido assassinado por Akechi Mitsuhide. Ieyasu fez uma perigosa jornada de volta à Mikawa, evitando as tropas de Mitsuhide no caminho, enquanto elas estavam procurando-o, para matá-lo. Uma semana depois que ele chegou à Mikawa, o exército de Ieyasu marchou para se vingar de Mitsuhide. Mas eles se atrasaram, Hideyoshi - ele mesmo - derrotou e matou Akechi Mitsuhide na Batalha de Yamazaki.
A morte de Oda Nobunaga significava que algumas províncias, sob o controle de vassalos de Nobunaga, estavam prontas para ser conquistadas. O líder da província de Kai cometeu o erro de matar um dos ajudantes de Ieyasu. Ele prontamente invadiu Kai e tomou controle da província. Hojo Ujimasa, líder do clã Clã Go-Hōjō respondeu enviando um exército muito maior para Shinano, e então para Kai. Nenhuma batalha foi travada entre as forças de Ieyasu e o grande exército Go-Hōjō e, depois de algum tempo de negociações, Ieyasu e os Go-Hōjō entraram em um acordo, que deixou Ieyasu com o controle das províncias de Kai e Shinano, enquanto os Go-Hōjō passaram a controlar da província de Kazusa (assim como partes das províncias de Kai e Shinano).
Ao mesmo tempo (1583), uma guerra pelo comando de todo o Japão estava sendo travada entre Toyotomi Hideyoshi e Shibata Katsuie. Ieyasu não tomou partido neste conflito, construindo assim sua reputação de precaução e sabedoria. Hideyoshi derrotou Katsuie na Batalha de Shizugatake — com essa vitória, Hideyoshi se tornou o mais poderoso Daimyo do Japão.

### Ieyasu e Hideyoshi (1584–1598)

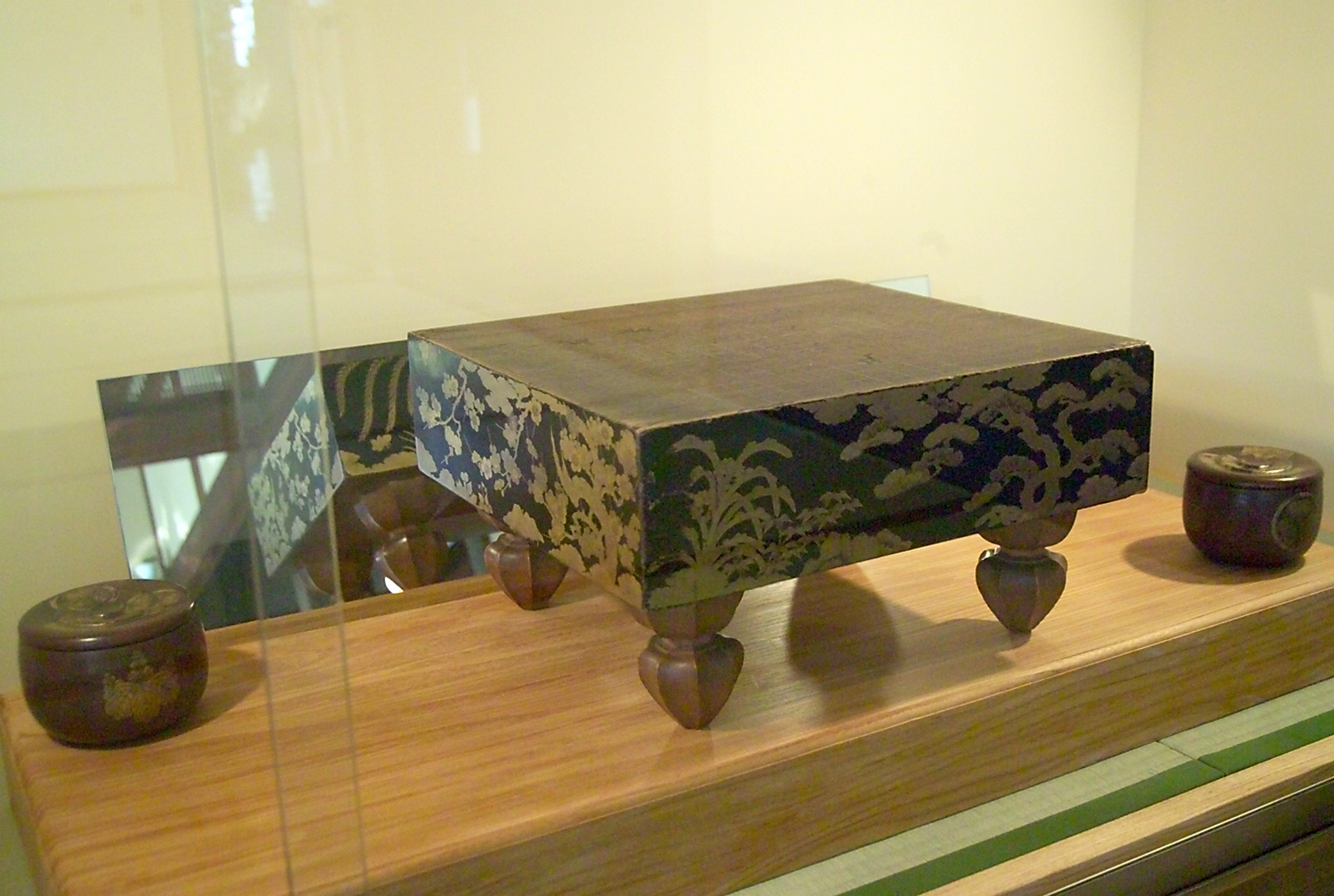
Tabuleiro em que Hideyoshi e Ieyasu jogavam Go.

Em 1584, Ieyasu decidiu ajudar Oda Nobuo, o filho mais velho de Oda Nobunaga, contra Hideyoshi. Esse foi um ato perigoso e poderia ter resultado na aniquilação dos Tokugawa.
As tropas de Tokugawa ocuparam o tradicional forte Oda de Owari, e Hideyoshi respondeu mandando um exército para Owari. A Campanha Komaki foi a única vez em que dois dos grandes unificadores do Japão se enfrentaram. Hideyoshi versus Ieyasu. No evento, Ieyasu venceu a única batalha notável da campanha, a Batalha de Nagakute. Depois de meses de marchas e tentativas sem resultado, Hideyoshi acabou com a guerra por meio de negociação. Primeiro ele fez paz com Oda Nobuo, e então ofereceu-a à Ieyasu. O acordo foi feito no final do ano, sendo que um dos termos de paz era que o segundo filho de Ieyasu, O Gi Maru, fosse adotado por Hideyoshi.
Em 1585, o grande aliado de Ieyasu, Ishikawa Kazumasa, escolheu se juntar ao eminente Daimyo do Japão, e mudou-se para Osaka, para estar com Hideyoshi. Porém, poucos dos outros aliados dos Tokugawa seguiram este exemplo.
A pouca confiança de Hideyoshi em Ieyasu era compreensível, e cinco anos se passaram antes que eles lutassem como aliados. Ieyasu e suas tropas participaram nas bem-sucedidas invasões de Hideyoshi à Shikoku e Kyushu.
Em 1590, Hideyoshi atacou o último Daimyo independente do Japão, Hōjō Ujimasa. O Clã Go-Hōjō governava oito províncias da Região de Kanto, no nordeste do Japão. Hideyoshi ordenou que eles se submetessem à sua autoridade, e eles se recusaram. Ieyasu, mesmo sendo amigo e ocasionalmente aliado de Ujimasa, juntou seu grande exército de 30 mil samurais com o enorme exército de Hideyoshi, que contava com algo em torno de 160 mil. Hideyoshi atacou vários castelos nas fronteiras das terras do Clã Go-Hōjō, com grande parte de seu exército abrindo cerco contra o castelo em Odawara. O exército de Hideyoshi capturou Odawara depois de seis meses (mesmo com todo esse tempo de cerco, as mortes em ambos os lados foram poucas). Durante o cerco, Hideyoshi ofereceu à Ieyasu um acordo radical. Ele ofereceu à Ieyasu as oito províncias de Kanto, que ele estava prestes a tomar do Clã Go-Hōjō, em troca das cinco províncias que Ieyasu controlava (incluindo a Mikawa). Ieyasu aceitou a proposta. Não conseguindo derrotar a enorme força de Hideyoshi, o Clã Go-Hōjō aceitou a derrota, os líderes do clã se suicidaram, e Ieyasu marchou e tomou controle de suas províncias, acabando com o governo de 450 anos do clã.
Ieyasu tinha aberto mão do controle de cinco províncias (Mikawa, Totomi, Suruga, Shinano e Kai), e moveu todos os seus soldados e vassalos para Kanto. Ele mesmo ocupou o castelo na cidade fortificada de Edo, em Kanto. Esse foi provavelmente a mais arriscada ação que Ieyasu tomou - deixar as suas terras e confiar nos não muito confiáveis samurais dos Go-Hōjō em Kanto. Na época, isso funcionou perfeitamente para Ieyasu. Ele reformou as províncias de Kanto, controlou e pacificou os samurais dos Go-Hōjō e melhorou a infraestrutura econômica das províncias. Também, porque Kanto era de certa maneira isolada do resto do Japão, Ieyasu foi capaz de manter um nível de autonomia do governo de Hideyoshi. Em poucos anos, Ieyasu tinha se tornado o segundo mais poderoso daimiô do Japão. Há um provérbio japonês que se refere provavelmente ao evento: "Ieyasu ganhou o Império recuando".
Em 1592, Hideyoshi invadiu a Coreia, como um prelúdio do seu ataque à China (veja Guerra Imjin para mais informações sobre a campanha de Hideyoshi à Coreia). Os samurais Tokugawa nunca tomaram partido nessa campanha. No começo de 1593, Ieyasu foi chamado à Corte de Hideyoshi em Nagoya, como conselheiro militar. Lá ficou, entrando e saindo da Corte pelos próximos cinco anos. Mesmo com a sua frequente ausência, os filhos de Ieyasu, e seus vassalos leais, foram capazes de controlar e melhorar Edo e as outras novas terras Tokugawa.
Em 1593, Hideyoshi foi pai de um menino, um herdeiro, Toyotomi Hideyori. Em 1598, com a sua saúde claramente debilitada, Hideyoshi fez uma reunião que iria constituir o Conselho dos Cinco Regentes (五大老, Go-Tairō), que seria responsável por governar até a maioridade de seu filho após a sua morte. Os cinco que foram escolhidos como regentes para Hideyoshi foram Maeda Toshiie, Mori Terumoto, Ukita Hideie, Uesugi Kagekatsu, e Tokugawa Ieyasu, sendo este o mais poderoso dos cinco.

### A Batalha de Sekigahara (1598–1603)

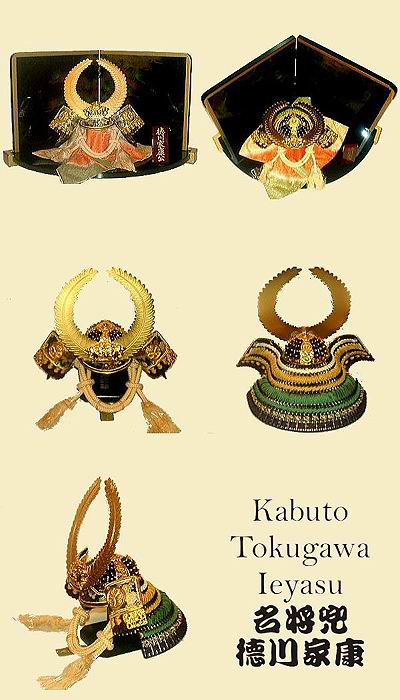
O kabuto (elmo) de Tokugawa Ieyasu.

Hideyoshi, depois de três meses de doenças cada vez maiores, morreu em 18 de agosto de 1598. Ele foi sucedido nominalmente pelo seu filho Hideyori, mas este só tinha cinco anos na época, então o verdadeiro poder ficou nas mãos dos regentes. Nos próximos dois anos, Ieyasu fez alianças com vários Daimyo, especialmente com aqueles que não tinham amor nenhum por Hideyoshi. Felizmente para Ieyasu, o mais velho e mais respeitado dos regentes morreu após apenas um ano. Com a morte do regente Toshiie em 1599, Ieyasu liderou um exército até Fushimi e tomou controle do Castelo de Osaka, a residência de Hideyori. Isso irritou os três regentes restantes, e planos foram feitos dos dois lados da guerra.
A oposição à Ieyasu se centrava em Ishida Mitsunari, um poderoso Daimyo, mas não um dos regentes. Ishida planejou a morte de Ieyasu, e notícias de sua trama chegara aos ouvidos de alguns dos generais de Ieyasu. Eles tentaram matar Ishida, mas ele fugiu e ganhou proteção de ninguém além de o próprio Ieyasu. Não é claro o porque Ieyasu protegeu um poderoso inimigo de seus próprios homens, mas Ieyasu era um mestre estrategista, e ele deve ter concluído que seria melhor ter o exército sob o comando de Ishida do que de um dos regentes, que teria mais legitimidade.
Quase todos os Daimyo e Samurai do Japão agora estavam divididos em duas facções — o "campo oriental" apoiava Ieyasu, enquanto o "campo ocidental" apoiava Ishida Matsunari. Os aliados de Ieyasu eram os clãs Date, Mogami, Satake e Maeda. Mitsunari se aliou com os outros três regentes: Ukita Hideie, Mōri Terumoto, e Uesugi Kagekatsu, assim como vários outros Daimyo do final de Honshu.
Em junho de 1600, os aliados de Ieyasu derrotaram o clã Uesugi. Ieyasu então liderou a maioria de seu exército para o oeste, em direção à Kyoto. No final do verão, as forças de Ishida capturaram Fushimi.
Na Província de Shinano, Ieyasu estacionou 36 mil homens comandados por Tokugawa Hidetada. Ieyasu sabia que o Clã Kobayakawa, liderado por Kobayakawa Hideaki, estava planejando deixar o lado de Ishida, e que o Clã Mōri também queria juntar-se às suas forças. O exército de Hidetada foi preparado para ter certeza de que esses clãs fossem para o lado dos Tokugawa.
Esta batalha foi a maior e mais provavelmente a mais importante batalha da história Japonesa. Ela começou em 21 de outubro de 1600, com um total de 160 mil homens se enfrentando. A Batalha de Sekigahara acabou com uma completa vitória de Tokugawa. O bloco ocidental foi esmagado e nos dias posteriores Ishida Mitsunari e muitos outros nobres foram mortos. Tokugawa Ieyasu era agora o verdadeiro governante do Japão.
Imediatamente após a vitória em Sekigahara, Ieyasu redistribuiu as terras para os vassalos que serviram a ele. Ieyasu deixou alguns Daimyo não afetados, como o Clã Shimazu, mas muitos outros foram completamente destruídos. Toyotomi Hideyori (o filho de Hideyoshi) teve permissão de se tornar um cidadão comum concedida, e nos próximos 10 anos ele viveu uma vida calma no castelo de Osaka, enquanto Ieyasu governava o Japão. Nos anos posteriores os vassalos que haviam feito aliança com Ieyasu antes da Batalha de Sekigahara ficaram conhecidos como Fudai Daimyo, enquanto os que haviam se aliado a ele após a batalha, ou seja, quando seu poder era inquestionável, ficaram conhecidos como Tozama Daimyo. Os Tozama Daimyo eram considerados inferiores aos Fudai Daimyo.

### Tokugawa Ieyasu como Xogum (1603–1605)
Em 1603, Ieyasu recebeu o título de Xogum do imperador Go-Yozei. Ieyasu tinha 60 anos na época. Ele tinha ultrapassado todos os grandes homens de sua época: Oda Nobunaga, Toyotomi Hideyoshi, Shingen Takeda. Ele era o Xogum, e usou os seus anos restantes para solidificar o Xogunato Tokugawa, o terceiro governo xogunal do Japão (depois do Kamakura e do Ashikaga). O Xogunato Tokugawa governaria o Japão pelos próximos 250 anos.
Seguindo um bem estabelecido padrão japonês, Ieyasu abdicou da sua posição oficial como xogum em 1605. O seu sucessor era o seu filho e herdeiro, Tokugawa Hidetada. Isso foi feito, em parte, para evitar estar "amarrado" em deveres cerimoniais, e em parte para fazer com que fosse mais difícil os inimigos atacarem o verdadeiro centro de poder. A abdicação de Ieyasu não teve efeito no seu governo; ele controlou o Japão pelo resto de sua vida.

### Aposentadoria de Ieyasu (1605–1616)
Ieyasu, agindo como xogum aposentado (Ogosho), era o governante efetivo do Japão, sendo assim até a sua morte. Ieyasu se mudou para Sumpu, mas também supervisionou a construção do Castelo de Edo, uma construção massiva que perdurou pelo resto da vida de Ieyasu. O resultado final foi o maior castelo do Japão, com o custo da construção pago por todos os outros Daimyo, enquanto Ieyasu pegava todos os lucros. O castelo ainda está de pé hoje em dia, no centro de Tokyo, e é agora conhecido como o Palácio Imperial.
Ieyasu também supervisionou assuntos diplomáticos com a Holanda e Espanha, e decidiu distanciar o Japão deles começando em 1609, mesmo dando aos holandeses o direito exclusivo a um posto de comércio.
Em 1611, Ieyasu, liderando 50 mil homens, visitou Kyoto para testemunhar a coroação do imperador Go-Mizunoo. Em Kyoto, Ieyasu ordenou a remodelação da côrte e dos edifícios imperiais, e forçou os daimyo restantes do oeste assinarem um tratado de fidelidade a ele. Em 1603, ele compôs o Kuge Shohatto, um documento que colocava os daimyo da côrte sob estrita supervisão, deixando-os como meras figuras cerimoniais. Em 1614, ele assinou o Edito de Expulsão Cristã, que baniu a cristandade, todos os cristãos e estrangeiros, e proibiu os cristãos de praticarem a sua religião. Como resultado, muitos cristãos japoneses fugiram para as Filipinas Espanholas.
Em 1615, ele preparou o Buke Shohatto, um documento que ajustava o futuro do regime Tokugawa.

## Cerco de Osaka

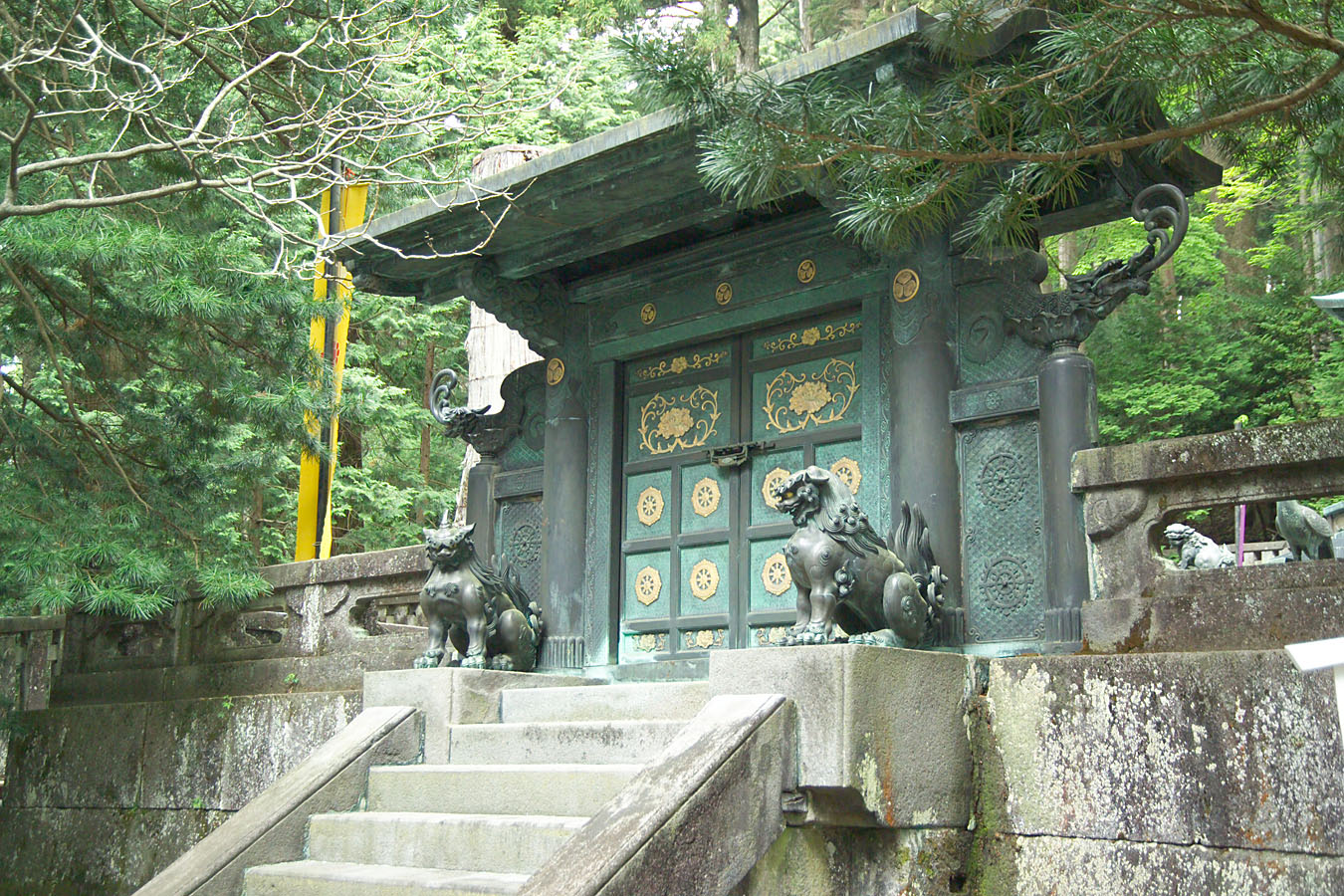
Túmulo de Ieyasu em Tōshō-gū.

O clímax da vida de Ieyasu foi o cerco ao Castelo de Osaka (1614–1615). A última ameaça ao governo Ieyasu era Hideyori, filho e herdeiro por direito de Hideyoshi. Ele era agora um jovem homem, vivendo no Castelo de Osaka. Muitos samurais que se opuseram a Ieyasu se reuniram em volta de Hideyori, clamando o fato de ele ser o verdadeiro governante do Japão, por direito. Ieyasu usou uma luta menor contra os aliados de Hideyori e seus samurai como pretexto para matar o último da família de HIdeyoshi. Inicialmente, as forças de Tokugawa foram vencidas pelos aliados de Hideyori, mas Ieyasu tinha recursos massivos para revidar. Os Tokugawa, com um exército gigantesco liderado por Ieyasu, abriram cerco ao Castelo de Osaka. O cerco durou mais de dois anos, Ieyasu liderou 50 mil homens, contra um grande exército liderado por Toyotomi Hideyori, Ieyasu venceu a batalha, mas logo no fim, foi golpeado por Sanada Yukimura, o qual estava a beira da morte, e o golpe de Yukimura foi não muito grave, deixando poucas feridas em Ieyasu, um mês após o Cerco de Osaka, Ieyasu morreu por uma doença e foi enterrado em Nikko Toshogu.